# Arthur Dearborn

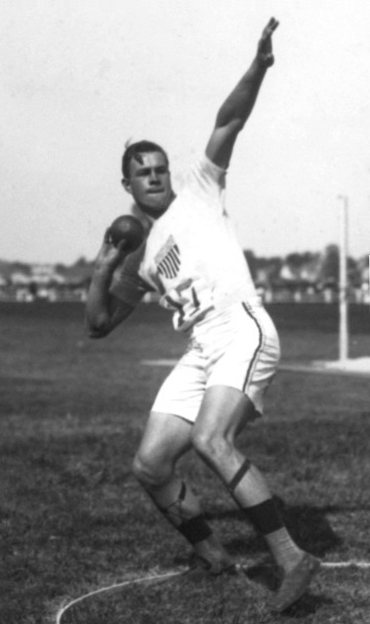
Arthur Dearborn, 1908

Arthur Dearborn (Arthur Kent Dearborn; * 27. Mai 1886 in Everett, Massachusetts; † 28. August 1941 in Boston) war ein US-amerikanischer Diskuswerfer.
1907 wurde er US-Vizemeister.
Bei den Olympischen Spielen 1908 in London wurde er bei den Diskuswurfwettbewerben Vierter im griechischen Stil und Fünfter im freien Stil.
Seine persönliche Bestleistung von 42,65 m stellte am 6. Juni 1908 in Philadelphia auf.
Beim Tauziehen der Spiele in London wurde er mit der US-Mannschaft Fünfter.